# Saint-Quay-Portrieux
Saint-Quay-Portrieux (en bretó Sant-Ke-Porzh-Olued) és un municipi francès, situat a la regió de Bretanya, al departament de Costes del Nord. L'any 1999 tenia 3.114 habitants.

## Demografia
| 1962                                       | 1968  | 1975  | 1982  | 1990  | 1999  |
| ------------------------------------------ | ----- | ----- | ----- | ----- | ----- |
| 3.402                                      | 3.105 | 3.123 | 2.977 | 3.018 | 3.114 |
| Des de 1962: població sense dobles comptes |       |       |       |       |       |

## Administració
| Període   | Identitat       | Partit |
| --------- | --------------- | ------ |
| 2001-2008 | Gérard Lambotte |        |
| 2008-     | Dominique Blanc |        |